# 葛甘孺
葛甘孺（1954年7月8日—），中国当代古典音乐作曲家，哥伦比亚大学教授。

## 生平
葛甘孺出生于中国上海。文化大革命期間，他曾在崇明岛上度过。1974年考入上海音乐学院小提琴专业。入學第三年，他转入作曲专业。
1983年，葛甘孺前往哥伦比亚大学攻读作曲博士学位。现为哥伦比亚大学音乐系教授。2012年，葛甘孺擔任上海爱乐乐团签约作曲家。